# Herbert Chapman
Herbert Chapman (Kiveton Park, 19 januari 1878 − Hendon, 6 januari 1934) was een Engels voetbalspeler en voetbaltrainer. Hoewel hij een weinigzeggende spelersloopbaan had, werd hij een van de meest succesvolle en invloedrijke trainers in het begin van de twintigste eeuw van het Engels voetbal, voor zijn plotselinge dood in 1934. 
Als speler speelde Chapman voor verschillende clubs, zowel op professioneel- als op amateurniveau. Zijn spelersloopbaan was over het algemeen onopvallend; hij kwam tot 38 optredens in de English Football League in de loop van een decennium en won geen belangrijke prijzen. Als trainer was hij daarentegen wel succesvol, eerst bij Northampton Town tussen 1908 en 1912, welke hij leidde naar het kampioenschap in de Southern Football League. Dit trok de aandacht van de grotere clubs en hij verhuisde naar Leeds City, waar hij het fortuin van het team vergrootte totdat de Eerste Wereldoorlog plaatsvond. Na de oorlog raakte Leeds City betrokken bij een schandaal met illegale betalingen en werd de club uiteindelijk ontbonden. Chapman werd aanvankelijk verbannen uit het voetbal, maar ging met succes in beroep. Hij kwam aan het roer bij Huddersfield Town, waarmee hij eenmaal de FA Cup en tweemaal de First Division won in een periode van vier jaar.
In 1925 ging hij aan de slag bij Arsenal. Hij leidde de club naar haar eerste FA Cup en twee landstitels. Zijn werk bij Arsenal zorgde ervoor dat de club het dominante team van de jaren 1930 werd − ze zouden vijfmaal kampioen worden in dit decennium − maar Chapman heeft dit nooit meegemaakt. Hij stierf onverwacht aan een longontsteking in 1934, op 55-jarige leeftijd.
Chapman wordt niet alleen geroemd vanwege zijn successen met Huddersfield Town en Arsenal. Hij wordt beschouwd als een van de eerste vernieuwers van het spel. Hij introduceerde nieuwe speltactieken (zoals de WM-formatie) en trainingstactieken in het Engelse spel. Daarnaast kwam hij ook op voor innovaties als verlichting, Europese clubcompetities en genummerde shirts, waarvoor hij postume onderscheidingen heeft ontvangen als erkenning.

## Erelijst
Northampton Town
- Southern League (1): 1908/09

Huddersfield Town
- FA Cup (1): 1921/22
- First Division (2): 1923/24, 1924/25

Arsenal
- FA Cup (1): 1929/30
- First Division (2): 1930/31, 1932/33
- FA Community Shield (3): 1930, 1931, 1933

Individueel
- World Soccer 9e Grootste Trainer Aller Tijden: 2013
- France Football 24e Grootste Trainer Aller Tijden: 2019